# سندريلا 3: العودة في الزمن
سندريلا 3: العودة في الزمن أو سندريلا 3: حبكة في الزمن هو الجزء الثالث لِـفيلم ديزني سندريلا 1950. وعرض في فبراير 2007.

## القصة
سندريلا والأمير في نزهة للاحتفال بالذكرى السنوية الأولى لهما. في هذه الأثناء في قصر تريمين تقوم شقيقات سندريلا أناستاسيا ودريزيلا بمرارة بالأعمال المنزلية القديمة لسندريلا. تتجول أناستازيا لتجنب العمل وتعثر في النزهة. تسقط العرابة الجنية عن غير قصد عصاها وتأخذها أناستازيا إلى والدتها. عندما تحاول الجنية العرابة استعادتها تحولها أناستازيا بطريق الخطأ إلى تمثال.
تستخدم السيدة تريمين وهي تستمتع بفرصة أخرى لتدمير حياة سندريلا العصا للعودة في الوقت المناسب إلى اليوم الذي قام فيه الدوق الكبير بتركيب النعال الزجاجي على سندريلا. تستخدم العصا لتوسيع النعال بحيث يناسب أناستازيا ويعلن الدوق الأكبر أنها يجب أن تكون الفتاة التي يبحث عنها الأمير. تصل سندريلا إلى مكان الحادث بعد فوات الأوان ، وتدمر السيدة تريمين شبشب سندريلا الآخر - الدليل الوحيد على أنها كانت الفتاة التي رقصت مع الأمير في ليلة الكرة. عاقدة العزم على وضع الأمور في نصابها الصحيح تتبع سندريلا عائلتها إلى القصر مع جاك وجوس.
في البداية ، ادعى الأمير أن أنستازيا ليست الفتاة التي رقص معها على الكرة لكن السيدة تريمين تستخدم العصا لتغيير ذاكرته ، ويقبل أنستازيا كعروس له. يشهد جاق وغوس هذا ويبلغان سندريلا أن السيدة تريمين لديها عصا الجنية الهرموث. يسعد الملك بأنستازيا على الرغم من تصرفاتها الغريبة ويعطيها صدفًا كان ملكًا لزوجته الراحلة. في هذه الأثناء يبدأ الأمير في إدراك أنه لا يشعر بالحب تجاه أناستازيا على الرغم من تعويذة السيدة تريمين.
تتسلل سندريلا والفئران إلى غرفة تريمين متخفية في هيئة خادمة في القصر وتمكنت من سرقة العصا ، لكن حراس القصر قبضوا عليها قبل أن تتمكن من رفع التعويذة عن الأمير. لمس سندريلا يد الأمير لفترة وجيزة وبدأ في التعرف عليها. أمرت السيدة تريمين بنفي سندريلا من المملكة عن طريق السفن. يعثر جاك وجوس على الأمير ويشرحان له القصة كاملة ؛ ثم تصل طيور سندريلا الزرقاء مع شبشب آخر تم إصلاحه كدليل. يندفع الأمير لاعتراض السفينة بمجرد مغادرتها الميناء. يحتضن الأمير سندريلا وتعود ذكرياته الحقيقية. يطلب منها أن تتزوجه فتقبل.
يعيد الأمير سندريلا إلى القصر ويشرح كل شيء للملك والدوق الأكبر. يأمر الملك باعتقال زوجة الأب وبناتها لكنهن يهربن باستخدام العصا. بينما تستعد سندريلا لحفل زفافها تظهر السيدة تريمين مع أناستازيا التي تحولت بطريقة سحرية إلى شبيه من سندريلا. سيدة تريمين تحاصر سندريلا في نسخة ملتوية من عربة اليقطين وتحول لوسيفر إلى سائقها. بمساعدة جاق وغوس هرب الثلاثة قبل أن يتم دفع العربة من جرف وركوب حصان العربة.
تعود سندريلا إلى حفل الزفاف في الوقت المناسب. لدهشتها أنستازيا - إدراكها أنها تريد أن تكون محبوبة لنفسها وأنها لا تحبه حقًا - ترفض الزواج من الأمير. تكشف ليدي تريمين ودريزيلا الغاضبة عن نفسيهما. أمر الملك باعتقال السيدة تريمين لكنها تدافع عن نفسها بتحويل الحراس إلى حيوانات مختلفة. بينما توشك السيدة تريمين على تشغيل اناستازيا تتدخل سندريلا لحمايتها. يدافع الأمير عنهما من خلال صرف التعويذة عن سيفه إلى ليدي تريمين ودريزيلا ؛ يختفي الاثنان ثم يعاودان الظهور في القبو كضفادع.
تجمع أناستازيا بين سندريلا والأمير وتلتقط العصا لتعود إلى طبيعتها الطبيعية. ثم تحاول إعادة الصدف إلى الملك الذي يسمح لها بالاحتفاظ به مؤكدة أنها تستحق أيضًا الحب الحقيقي. سندريلا وأناستازيا تتصالحان وتستعيدان معًا عرابة الجنية عرضت التراجع عن تغيير ليدي تريمين للأحداث ، لكنها ترى أن سندريلا والأمير سعداء بما يكفي لكونهما متزوجين في ذلك اليوم والاستمرار من هناك.
في مشهد منتصف الاعتمادات ، تمت استعادة دريزيلا والسيدة تريمين إلى أشكالهما البشرية لكن كلاهما يرتديان الآن خرق سندريلا مما أثار رعبهما.

## فريق التمثيل
- جينيفر هيل بدور سندريلا. عمل إيان هارويل كمراقب رسوم متحركة لسندريلا.
- كريستوفر دانيال بارنز (يُنسب إلى "سي دي بارنز") كـ برينس تشارمينغ. عمل روبرت ماسون كرسام متحرك مشرف على الأمير الساحر.
- سوزان بلاكسلي بدور ليدي تريمين
- تريس ماكنيلي بدور أناستازيا تريمين. عملت ليلي ديل كرسام متحرك مشرفة على أناستازيا.
- روسي تايلور
- هولاند تايلور بدور برودنس
- روب بولسن بدور الدوق الكبير
  - روب بولسن عمل برنارد ديريمان كرسام متحرك مشرف على جاق.
- كوري بورتن بدور جاق وغوس. عمل برنارد ديريمان كمراقب للرسوم المتحركة لـ Gus.
- فرانك ويلكر بدور لوسيفر
- تامي تابان بدور سندريلا (صوت الغناء)

## روابط خارجية
- سندريلا 3: العودة في الزمن على موقع IMDb (الإنجليزية)
- سندريلا 3: العودة في الزمن على موقع روتن توميتوز (الإنجليزية)
- سندريلا 3: العودة في الزمن على موقع نتفليكس (الإنجليزية)
- سندريلا 3: العودة في الزمن على موقع ألو سيني (الفرنسية)
- سندريلا 3: العودة في الزمن على موقع Turner Classic Movies (الإنجليزية)
- سندريلا 3: العودة في الزمن على موقع أول موفي (الإنجليزية)
- سندريلا 3: العودة في الزمن على موقع فيلمافينيتي (الإسبانية)
- سندريلا 3: العودة في الزمن على موقع قاعدة بيانات الفيلم (الإنجليزية)
- سندريلا 3: العودة في الزمن على موقع ليتربوكسد (الإنجليزية)
- سندريلا 3: العودة في الزمن على موقع كينوبويسك (الروسية)